# In prima persona (Lowlow)
In prima persona è il quarto album in studio del rapper italiano Lowlow pubblicato il 30 luglio 2021 dalla Sony Music.

## Tracce
Testi di Giulio Elia Sabatello, eccetto dove indicato.
1. Discorso d'addio – 2:16
2. Milano-Roma – 3:09
3. La meglio gioventù (feat. J-Ax) – 3:38 (testo: Giulio Elia Sabatello, Alessandro Aleotti)
4. In terza persona (feat. SVM) – 3:12 (testo: Giulio Elia Sabatello, Gabriel Rossi)
5. Coscienza sporca (feat. Briga) – 2:49 (testo: Giulio Elia Sabatello, Mattia Bellegrandi)
6. Fino a che non ti odierò (feat. Ghemon) – 3:05 (testo: Giulio Elia Sabatello, Giovanni Luca Picariello)
7. Piove sul Duomo – 3:13
8. Urlo d'aiuto – 2:29